# نوكان (سردشت)
نوكان هي قرية في مقاطعة سردشت، إيران. يقدر عدد سكانها بـ 82 نسمة بحسب إحصاء 2016.